# Rua das Palmeiras
A Alameda Brüstlein (ou Bruestlein), mais conhecida como Rua das Palmeiras, é uma via localizada no centro de Joinville, Santa Catarina, Brasil. A alameda é um dos principais pontos turísticos da cidade. Em 2005, foi tombada como patrimônio histórico e artístico nacional pelo Instituto do Patrimônio Histórico e Artístico Nacional (IPHAN).

## História

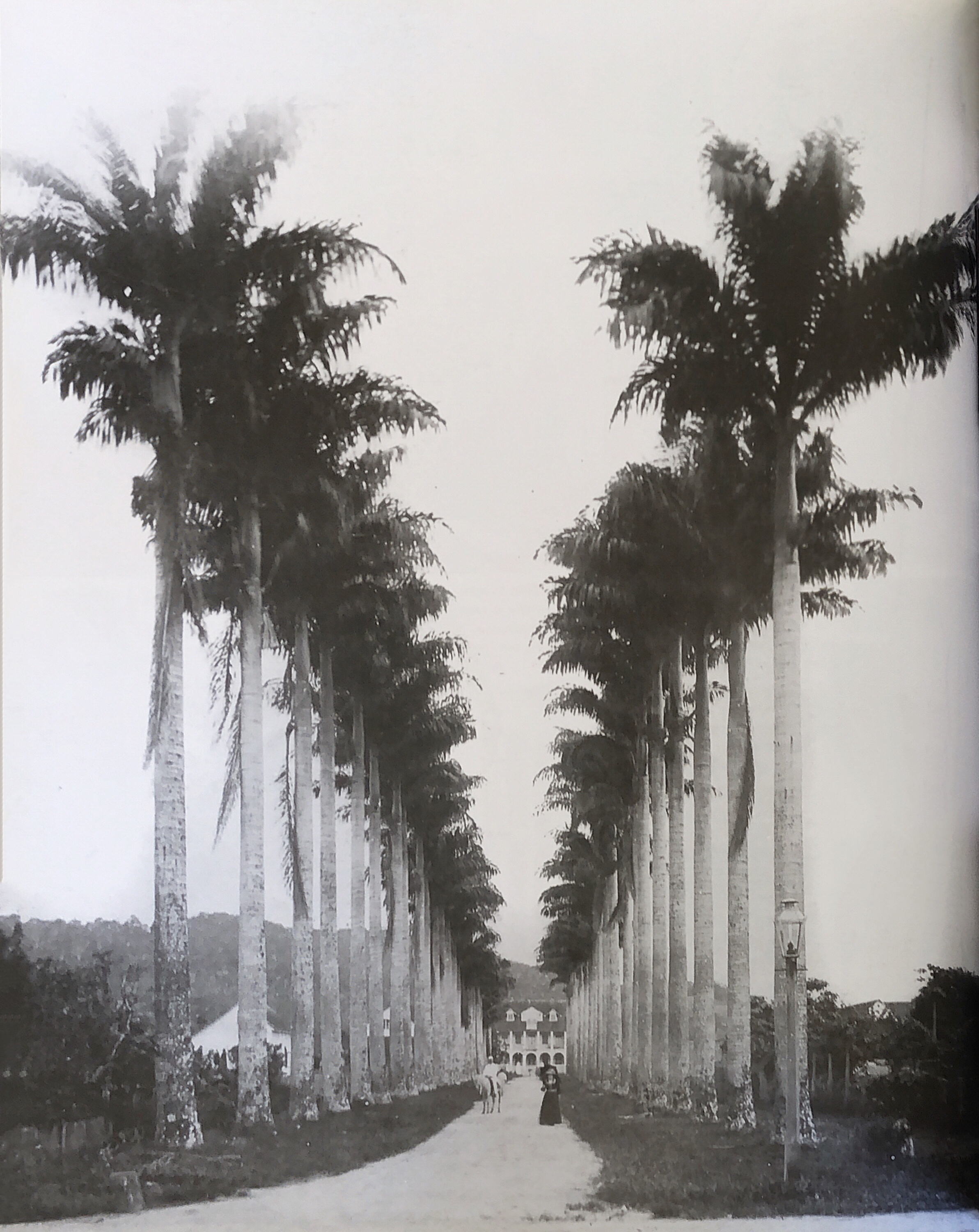
Rua das Palmeiras em 1905.

Frédéric Brüstlein, então diretor da Colônia Dona Francisca (atual Joinville) solicitou a Johann Niemeyer que trouxesse do Jardim Botânico do Rio de Janeiro sementes de palmeiras imperiais para plantar no jardim em frente à Maison de Joinville, onde atualmente é o Museu Nacional de Imigração e Colonização. As sementes chegaram em junho de 1867, para primeiro serem cultivadas. Quando atingiram pouco mais de um metro, foram replantadas na alameda entre 1871 e 1873.
Inicialmente, a via era chamada de Palmenalle Strassen ("Rua das Palmeiras", em alemão). Em 1912, foi renomeada para Alameda Brüstlein, em homenagem ao antigo prefeito, falecido no ano anterior.